# Pellio Intelvi
Pellio Intelvi är en ort och frazione i kommunen Alta Valle Intelvi i provinsen Como i regionen Lombardiet i Italien. 
Pellio Intelvi upphörde som kommun den 1 januari 2017 och bildade med de tidigare kommunerna Lanzo d'Intelvi och Ramponio Verna den nya kommunen Alta Valle Intelvi. Den tidigare kommunen hade 966 invånare (2016).